# Village of the Giants
Village of the Giants ist ein US-amerikanischer Science-Fiction-Film aus dem Jahre 1965. Regie führte Bert I. Gordon, der auch das (adaptierte) Drehbuch verfasste. Der Film basiert sehr frei auf dem Roman von H. G. Wells Die Riesen kommen! (Originaltitel: The Food of the Gods and How It Came to Earth). Die Geschichte handelt von einer Bande rebellischer Jugendlicher, die Zugang zu einer chemischen Substanz namens „Goo“ erhalten, die Lebewesen zu gigantischen Ausmaßen wachsen lässt.

## Handlung
Der elfjährige „Genius“ ist ein experimentierfreudiger Junge und hat im Keller mit seinem Chemiebaukasten versehentlich eine Substanz kreiert, die er "Goo" nennt. Als sie von einem Hund und einem Entenpaar konsumiert wird, wachsen diese zu gigantischer Größe heran. Einer Gruppe von Teenagern (Fred, Pete, Rick, Harry, Merrie, Jean, Elsa und Georgette), die gerade in der Stadt auf Vergnügungstour sind, begegnen die Riesenenten, was sofort ihr Interesse weckt. Fred und seine Freunde sehen das Potenzial dieser Erfindung und bringen die Formel und eine Probe der Substanz an sich. Zunächst streitet sich die Bande darüber, was sie mit dem Goo machen sollen, jetzt wo sie es haben. Fred beugt sich dem den Gruppenzwang, schneidet Goo in Scheiben und gibt jedem ein Stück, das sie wenig später konsumieren. Als Goo wirkt, werden sie jeweils über 9 m groß und ihre Kleidung reißt durch das enorme Wachstum auf. Zuerst sind alle schockiert, aber schnell entdeckt die Bande ihre Macht, die in ihrer neuen Größe liegt. Sie beschließen, ihren Ort Hainesville vom Rest der Welt zu isolieren. Sie reißen die Telefonleitungen heraus, stürzen Sendeantennen um und blockieren die restlichen Straßen außerhalb der Stadt. Als der Sheriff eintrifft, stellen die Riesen fest, dass sie eigentlich keinen Plan haben, wie sie weiter vorgehen wollen. Während die Erwachsenen der Stadt wie gelähmt zu sein scheinen und alles tun, was die Riesen von ihnen verlangen, beschließen die Jugendlichen der Stadt sich zu wehren. Ein Versuch, Fred zu fangen, führt dazu, dass Nancy, die Schwester von Genius, von der Gruppe gekidnappt wird. Nancys Freund Mike versucht mit Unterstützung der anderen Jugendlichen des Ortes, die Geisel zu befreien und betäubt die Riesen mit Äther. Zwar schlafen die meisten ein, aber leider hält die Wirkung nicht sehr lange an.
In der Zwischenzeit arbeitet Genius weiter an seiner Erfindung und versucht, mehr Goo zu produzieren, doch wider Erwarten entwickelt er dabei ein Gegenmittel. Mit einem Eimer voll rauchendem Substrat fährt Genius auf einem Fahrrad in die Stadt. Als die Riesen die Dämpfe einatmen, kehren sie alle zur Normalität zurück. Die in ihren jetzt übergroßen Klamotten sehr albern aussehende Gruppe, rennt sofort aus der Stadt und trauert ihrem Riesendasein nach. Als Fred und die anderen ihr Auto erreichen, treffen sie auf eine reisende Gruppe kleiner Leute, die (trotz der herausgerissenen Telefonleitungen, umgestürzten Sendeantennen und blockierten Straßen) von dem Goo und seinen Auswirkungen gehört haben und sind auf dem Weg in die Stadt, um die Substanz zu untersuchen.

## Hintergrund
Die Besetzung besteht fast ausschließlich aus jugendlichen Schauspielern und jungen Erwachsenen, die Teenager darstellen. Dabei handelt es sich um eine Reihe von Kindern etablierter Hollywood-Schauspieler: Beau Bridges (Sohn von Lloyd Bridges), Ron Howard (Sohn von Rance Howard), Tisha Sterling (Tochter von Robert Sterling und Ann Sothern), Toni Basil (Tochter von Louis Basil) und Tim Rooney (Sohn von Mickey Rooney).
Die musikalischen Gastauftritte übernahmen The Beau Brummels, Freddy Cannon und Mike Clifford. Cannon hatte in den 1960er Jahren eine Reihe von Hits, darunter Palisades Park und Tallahassee Lassie, und spielt Little Bitty Corrine in seinem typischen Stil (im Sommer mit einem Strickpullover), während Mike Clifford (Veteran von The Ed Sullivan Show und später ein Schauspieler) das obligatorische langsame Lied Marianne des Films singen. Clifford wird auch ein anderes Lied zugeschrieben, Nichts kann mir im Weg stehen, aber das wurde nicht im Film verwendet. Es gab keine offizielle Soundtrack-Veröffentlichung für diesen Film.
Das instrumentale Titellied des Films des Komponisten und Arrangeurs Jack Nitzsche wurde ursprünglich Monate vor Erscheinen des Films als The Last Race bei Reprise Records veröffentlicht und später als Haupttitelmusik für Death Proof, Quentin Tarantinos Teil, verwendet des Films Grindhouse, im Jahr 2007.
Gordon führte später Regie bei einer weiteren Adaption von Wells' Geschichte mit dem Titel Die Insel der Ungeheuer.
Alan Caillous ursprüngliches Drehbuch sah vor, dass der Stellvertreter des Sheriffs (gespielt von Rance Howard) von den Riesen zertreten werden sollte. Wenn die Szene jemals gefilmt worden war, wurde sie nicht endgültig bearbeitet und es gibt kein bekanntes Filmmaterial davon.

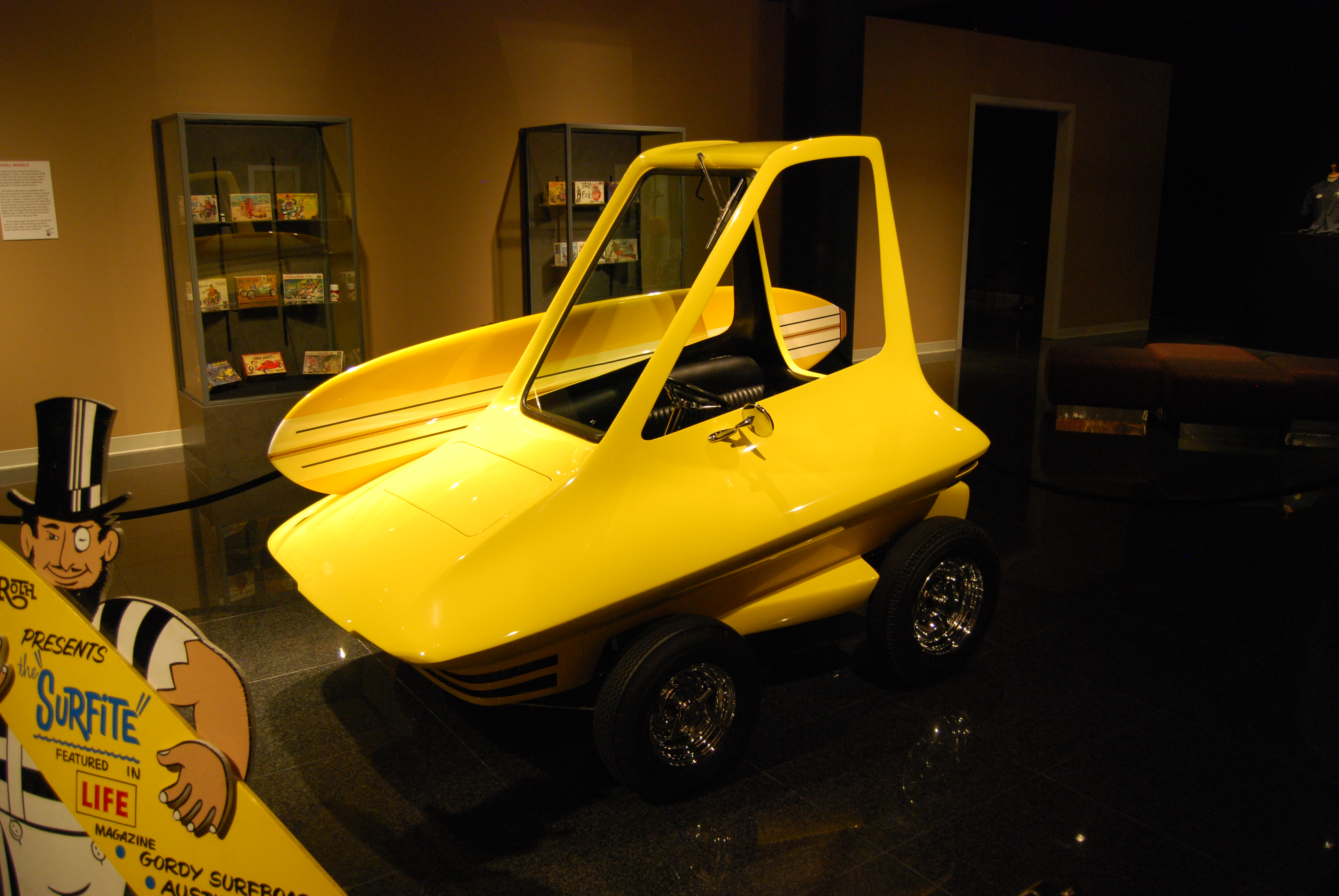
The Surfite

Die meisten Außenszenen wurden auf dem Backlot von Columbia Pictures gedreht, wo auch Teile von Bezaubernde Jeannie und Die Partridge Familie gedreht wurden. Das Grundstück ist jetzt im Besitz von Warner Brothers. Die Szene, in der die Giganten vor dem Theater von Hainesville zusammenkommen, wurde auf dem Gelände des Courthouse Square in den Universal Studios gedreht, wo später Zurück in die Zukunft und Gremlins gedreht wurden. Das Bier, das die „Teenager“ zu Beginn des Films trinken, ist Blatz und das „Teen“-Magazin, das Joy Harmon im Film liest, ist eine aktuelle Ausgabe aus dem Sommer 1965. Der winzige gelbe Hot Rod (mit dem Surfbrett), der in der Straßenszene verwendet wird, um Beau Bridges Füße zu fesseln, ist The Surfite, entworfen von Ed ‚Big Daddy‘ Roth.

## Rezeption
Der Low-Budget-Film hatte zum Zeitpunkt seiner Veröffentlichung nur begrenzten kommerziellen Erfolg, da er im Rahmen von Doppelfeatures hauptsächlich an Autokinos verteilt wurde. 1965 zog er mit einigen seiner Spezialeffekte und einem leicht provokanten Sexappeal die Medien und das Publikum an, einschließlich Szenen mit impliziter Nacktheit. Margaret Hartford von der Los Angeles Times spielt zum Beispiel in ihrer damaligen Rezension auf diese Elemente an. Das „Beste“ an dem Film, schreibt sie, sind die „Spezialeffekte und fotografischen Tricks“, zusammen mit „den endlosen Ansichten gesunder junger Torsos, die sich im Rhythmus der Beau Brummells oder Freddy Cannon drehen“. Hartford fügt hinzu: „Alan Caillous Drehbuch hält die Action schnell und das Tanzen in Schwung.“
Brian Greene wertet bei criminalelement.com: „Neben der lustigen Handlung und all den albernen Gags wie den riesigen Kreaturen und Menschen gibt es an diesem Film viel zu mögen. Es gibt die angenehmen Musik-“ und Tanzszenen und „es macht Spaß, Leute wie Bridges und Howard in frühen Rollen zu sehen.“
Mike Brooks urteilte bei manapop.com: „Wenn Sie psychedelische Verrücktheit mögen, dann ist Bert I. Gordons Dorf der Riesen der Film für Sie, wenn Sie eine Geschichte mit vernünftigen Charakteren und einer Handlung wollen, die einen Sinn ergibt, schauen Sie sich vielleicht woanders um.“

## Adaption
Die US-amerikanische Science-Fiction-Comedy-Filmkritik-Fernsehserie Mystery Science Theatre 3000 hat den Film in seine Riege aufgenommen und am 11. Januar 1994 auf ihre ganz eigene Art ausgestrahlt: Ein Mensch von der Erde wird von zwei verrückten Wissenschaftlern („The Mads“) auf dem die Erde umkreisenden „Satelliten der Liebe“ gefangen gehalten und gezwungen, sich eine Reihe von B-Movies (in diesem Fall „Village of the Giants“) anzusehen, um seine Reaktion darauf zu überwachen. Dabei müssen ihm die empfindungsfähigen Roboter Tom Servo, Crow T. Robot und GPC Gesellschaft leisten und helfen, den Film während der Wiedergabe humorvoll zu kommentieren. Sie sitzen dazu in der ersten Reihe in einem Kino, sodass von den Theatersitzen und den „Kritikern“ am unteren Rand des Bildschirms die Silhouetten zu sehen sind, während der Film vor ihnen auf der Leinwand zu sehen ist. Diese "Theatersegmente" werden mit Zwischenskizzen eingerahmt, die als Host-Segmente bezeichnet werden.